# 57th Fighter Group

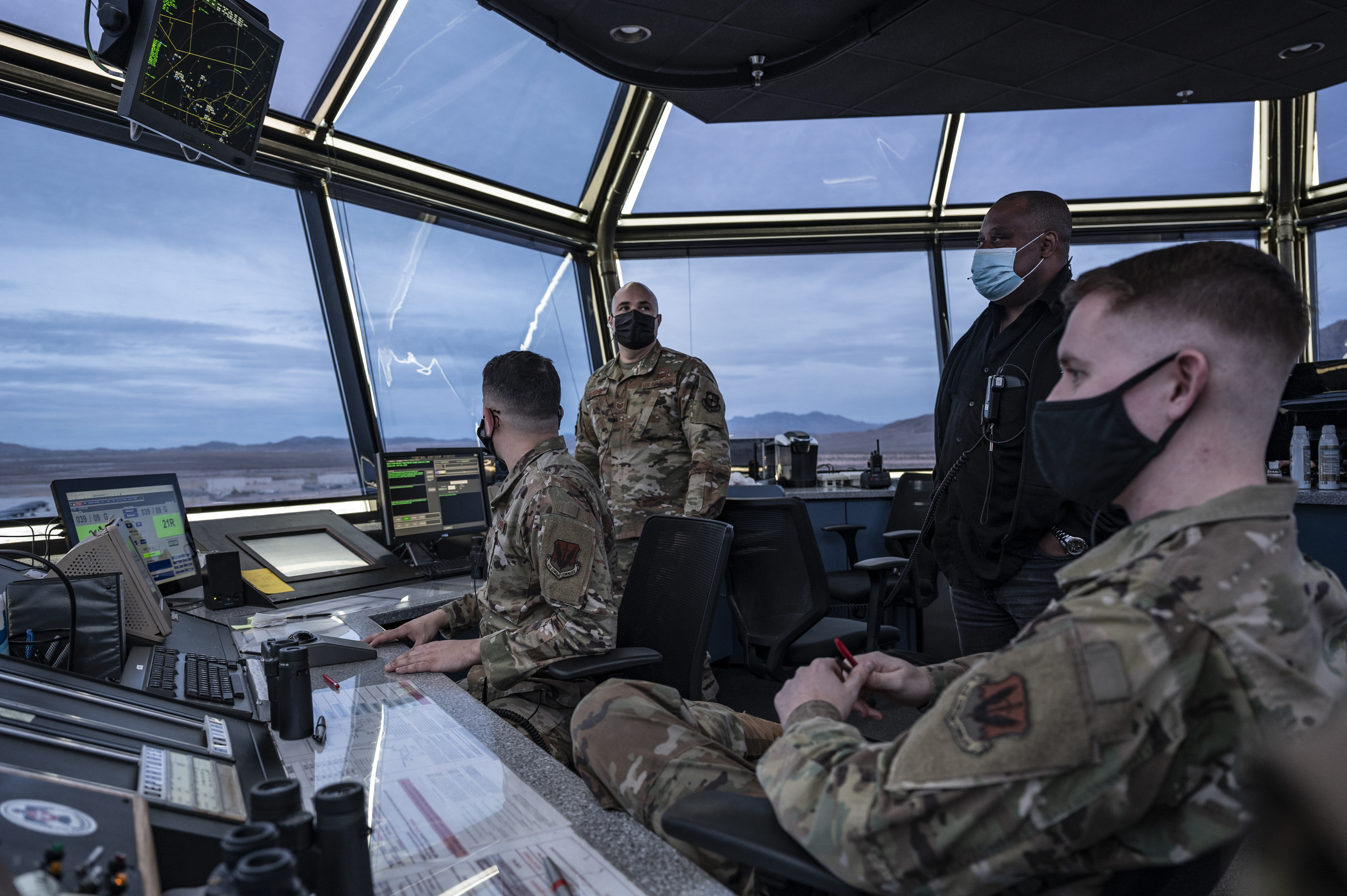
Contrôleurs aériens du 57th lors d'un exercice Red Flag en 2021.

Le 57th Fighter Group était une unité de United States Air Force.

## Organisation
Cette unité mythique de l’armée de l’air des États-Unis était composée de trois escadrons : le 64th, surnommé « Black Scorpions » (« les Scorpions noirs »), le 65th qui répondait, lui, au nom de « Fighting cocks » (« les Coqs de combat ») et le 66th qui était baptisé « Exterminators » (« les Exterminateurs »).

## Histoire
Il fut basé à Alto en Corse (Penta di Casinca) du 23 mars au 9 septembre 1944 et chapeauta alors du 8 mai au 14 juin des escadrilles françaises : « Dauphiné », « Navarre » et surtout « La Fayette ».